# Trioxys belokobylskiji
Trioxys belokobylskiji är en stekelart som beskrevs av Hagop Haroutune Davidian 2005. Trioxys belokobylskiji ingår i släktet Trioxys och familjen bracksteklar. Inga underarter finns listade i Catalogue of Life.